# ميك أوستين
ميك أوستين (بالإنجليزية: Mick Austin)‏ هو رسام كارتون بريطاني، ولد في القرن العشرين.